# Dacnis hartlaubi
A Dacnis hartlaubi a madarak osztályának verébalakúak (Passeriformes) rendjébe és a tangarafélék (Thraupidae) családjába tartozó faj.

## Rendszerezése
A fajt Philip Lutley Sclater angol ügyvéd és zoológus írta le 1855-ben. Sorolják a Pseudodacnis nembe egyetlen fajként Pseudodacnis hartlaubi néven is.

## Előfordulása
Dél-Amerika északnyugati részén, Kolumbia területén honos. Természetes élőhelyei a szubtrópusi és trópusi mocsári erdők, síkvidéki és hegyi esőerdők, valamint ültetvények. Állandó, nem vonuló faj.

## Megjelenése
Testhossza 11 centiméter. A hím tollazata kék és fekete, a tojóé barnás. 
|  |

## Életmódja
Főleg gyümölcsökkel táplálkozik, de néha ízeltlábúakat is fogyaszt.

## Természetvédelmi helyzete
Az elterjedési területe kicsi és szétaprózódott, egyedszáma 10 000 példány alatti és csökken. A Természetvédelmi Világszövetség Vörös listáján sebezhető fajként szerepel.